# Tetrabrommethan
Tetrabrommethan (podle pravidel anorganického názvosloví bromid uhličitý) je sloučenina uhlíku a bromu.

## Fyzikální vlastnosti
Tetrabrommethan má dvě krystalové formy: β při teplotách pod 46,9 °C (320,0 K) a α nad touto teplotou. Energie vazby C-Br je 235 kJ/mol−1. Díky symetrickému uspořádání čtyřstěnné molekuly je jeho dipólový moment nulový. Je méně stabilní než lehčí tetrahalomethany.

## Použití
CBr4 se používá v kombinaci s trifenylfosfinem v Appelově reakci, kterou se převádějí alkoholy na alkylbromidy; a také v prvním kroku Corey-Fuchsovy reakce používané pro přeměnu aldehydů na terminální alkyny (takové, kde trojná vazba vychází z koncového uhlíku).
Také se používá k rozpouštění tuků, olejů a vosků, při výrobě plastů a pryže a jako sedativum. Díky své nehořlavosti je také přidáván do ohnivzdorných směsí; po vysokou hustotu se také hodí k oddělování minerálů.